# Costante del moto
Nella teoria dei sistemi dinamici, una costante del moto è una grandezza che resta invariata durante l'evoluzione del sistema. Dal punto di vista matematico si tratta dell'integrale primo dell'equazione del moto che descrive un sistema dinamico, cioè una funzione che rimane costante lungo le soluzioni di un problema differenziale.
Nell'ambito della meccanica hamiltoniana, una costante del moto è una funzione {\displaystyle K} che commuta con l'Hamiltoniana {\displaystyle {\mathcal {H}}} del sistema:
{\displaystyle [K,{\mathcal {H}}]=0}
dove in ambito classico il commutatore va sostituito con la parentesi di Poisson:
{\displaystyle \{K,{\mathcal {H}}\}=0}

## Definizione
Per un sistema di equazioni differenziali del primo ordine:
{\displaystyle {\frac {d\mathbf {r} }{dt}}=\mathbf {f} (\mathbf {r} ,t)}
una funzione scalare {\displaystyle {\mathcal {H}}(\mathbf {r} )} è una costante del moto o quantità conservata se per tutte le condizioni iniziali si ha:
{\displaystyle {\frac {d{\mathcal {H}}}{dt}}=0\qquad \forall t}
La soluzione del sistema è tangente al campo vettoriale {\displaystyle \mathbf {f} }, che può essere ad esempio un campo di velocità, ed è l'intersezione di due superfici: esse sono gli integrali primi del sistema di equazioni differenziali.
Utilizzando la regola della catena si ha:
{\displaystyle {\frac {d{\mathcal {H}}}{dt}}=\nabla {\mathcal {H}}\cdot {\frac {d\mathbf {r} }{dt}}=\nabla {\mathcal {H}}\cdot \mathbf {f} (\mathbf {r} ,t)}
sicché la definizione può essere scritta come il prodotto scalare tra {\displaystyle \mathbf {f} } e il gradiente {\displaystyle \nabla {\mathcal {H}}} di {\displaystyle {\mathcal {H}}}:
{\displaystyle \nabla {\mathcal {H}}\cdot \mathbf {f} (\mathbf {r} ,t)=0}
Il campo vettoriale {\displaystyle \mathbf {f} } è quindi ortogonale al gradiente della quantità conservata {\displaystyle {\mathcal {H}}}.

## Meccanica classica

### Meccanica lagrangiana
Se un sistema è descritto da una Lagrangiana {\displaystyle {\mathcal {L}}} che non dipende esplicitamente dal tempo, cioè {\displaystyle \partial {\mathcal {L}}/\partial t=0}, l'energia:
{\displaystyle E=\sum _{i}\left[{\dot {q}}_{i}{\frac {\partial {\mathcal {L}}}{\partial {\dot {q}}_{i}}}\right]-{\mathcal {L}}}
è conservata.
Inoltre, se {\displaystyle \partial {\mathcal {L}}/\partial \mathbf {q} =0} allora {\displaystyle \mathbf {q} } è una coordinata ciclica e la quantità di moto:
{\displaystyle \mathbf {p} ={\frac {\partial {\mathcal {L}}}{\partial {\dot {\mathbf {q} }}}}}
è conservata. Questo risultato si può ricavare dalle equazioni di Eulero-Lagrange.

### Meccanica hamiltoniana
Lo spazio delle fasi rappresenta, generato tramite le variabili generalizzate posizione {\displaystyle \mathbf {q} } e quantità di moto {\displaystyle \mathbf {p} }, l'insieme di tutti gli stati possibili assunti dal sistema. Per un sistema definito dall'Hamiltoniana {\displaystyle {\mathcal {H}}}, una funzione {\displaystyle f} delle coordinate generalizzate {\displaystyle \mathbf {q} } e della quantità di moto {\displaystyle \mathbf {p} } evolve temporalmente come:
{\displaystyle {\frac {\mathrm {d} f}{\mathrm {d} t}}=\{f,{\mathcal {H}}\}+{\frac {\partial f}{\partial t}}}
e quindi è conservata se e solo se:
{\displaystyle \{f,{\mathcal {H}}\}+{\frac {\partial f}{\partial t}}=0}
dove {\displaystyle \{f,{\mathcal {H}}\}} è la parentesi di Poisson.
Le soluzioni dell'equazione del moto sono le leggi orarie, che si rappresentano attraverso orbite nello spazio delle fasi. Si tratta delle traiettorie percorribili dal sistema ad ogni istante di tempo uno stato. Una costante del moto è una funzione costante lungo ogni orbita del sistema.
L'esistenza di una costante del moto non banale, ovvero non costante su tutto lo spazio, toglie al sistema un grado di libertà, poiché costringe le orbite a giacere sulle superfici di livello della costante del moto. Ad esempio, per un oscillatore monodimensionale l'Hamiltoniana in coordinate hamiltoniane è:
{\displaystyle {\mathcal {H}}=\mathbf {p} ^{2}+\mathbf {q} ^{2}}
Poiché commuta con se stessa è una costante del moto, e le sue curve di livello sono le circonferenze centrate nell'origine di raggio pari alla radice dell'energia. Queste curve rappresentano l'evoluzione temporale del sistema.

## Meccanica quantistica
In ambito quantistico il concetto di traiettoria perde in qualche modo il suo significato, in quanto il principio di indeterminazione di Heisenberg impedisce la misura esatta e contemporanea di posizione e velocità. Tuttavia, le costanti del moto continuano a giocare un ruolo fondamentale grazie al loro legame profondo con le simmetrie del sistema.
Se un'osservabile {\displaystyle A} commuta con l'operatore hamiltoniano {\displaystyle {\hat {H}}} allora {\displaystyle A} è una costante del moto perché invariante rispetto all'evoluzione temporale generata da {\displaystyle {\hat {H}}}. Allo stesso modo, {\displaystyle {\hat {H}}} è invariante rispetto alle trasformazioni generate da {\displaystyle A}. Questa informazione permette di cercare le soluzioni del sistema tra le autofunzioni di {\displaystyle A}, cioè le funzioni invarianti rispetto a quelle trasformazioni. Questo si traduce spesso nella separazione di un'equazione differenziale complicata in equazioni più semplici. Un esempio di questa trattazione si trova nello studio dell'atomo di idrogeno, in cui si utilizzano due costanti del moto: la quantità di moto totale per la separazione del sistema del centro di massa da quello relativo (problema dei due corpi) e il momento angolare per la separazione del problema angolare da quello radiale.
L'energia di un sistema può essere degenere, cioè ad un suo valore fissato corrispondono più stati fisici diversi. Per distinguerli si può utilizzare la misura di un'altra osservabile, ma poiché è necessario diagonalizzarla sulla base di {\displaystyle {\hat {H}}}, questa osservabile dovrà commutare con {\displaystyle {\hat {H}}}.